# دي-كاستري (هاباروفسك)
دي-كاستري (بالروسية: Де-Кастри) هي مدينة في مقاطعة خاباروفسك كراي في روسيا.
يبلغ عدد سكانها حوالي 3630   نسمة.